# Episodi de La strada di casa (seconda stagione)
La seconda stagione della serie televisiva La strada di casa, formata da 12 episodi, è andata in onda in Italia su Rai 1 dal 17 settembre al 29 ottobre 2019.
| nº | Titolo      | Prima TV Italia   |
| -- | ----------- | ----------------- |
| 1  | Episodio 1  | 17 settembre 2019 |
| 2  | Episodio 2  | 17 settembre 2019 |
| 3  | Episodio 3  | 24 settembre 2019 |
| 4  | Episodio 4  | 24 settembre 2019 |
| 5  | Episodio 5  | 1º ottobre 2019   |
| 6  | Episodio 6  | 1º ottobre 2019   |
| 7  | Episodio 7  | 8 ottobre 2019    |
| 8  | Episodio 8  | 8 ottobre 2019    |
| 9  | Episodio 9  | 22 ottobre 2019   |
| 10 | Episodio 10 | 22 ottobre 2019   |
| 11 | Episodio 11 | 29 ottobre 2019   |
| 12 | Episodio 12 | 29 ottobre 2019   |

## Episodio 1
Il commissario Leonardo ritrova Fausto Morra completamente ricoperto di sangue davanti ad un corpo esanime e decide di arrestarlo.
Tre mesi prima. Morra esce dal carcere dopo tre anni in occasione del matrimonio del figlio. La sposa Irene però scompare prima di presentarsi in chiesa. Baldoni trova uno straccio sporco di sangue e uno specchio rotto della ragazza e inizia a sospettare di Lorenzo. Questo confessa al padre di aver avuto un’amante, Luciana Ferraris, mastro birraia, licenziata su pressione di Irene che però li aveva sorpresi a letto la sera prima del matrimonio fuggendo. Su sollecitazione di Baldoni a Cascina Morra arriva la polizia per sentire il giovane.

## Episodio 2
Fausto redarguisce Baldoni. Lorenzo cerca di chiarire in commissariato: il sangue sullo straccio era il suo perché si era tagliato con i vetri dello specchio caduto mentre cercava di fermare Irene dopo essere stato trovato a letto con Luciana; lei e il DNA confermano. Valerio Costa, membro del consorzio nonché amante di Milena Morra, si scontra in consiglio con Lorenzo riguardo alla gestione del birrificio. Baldoni e Morra trovano l’auto di Irene nel parcheggio sotto la stazione; la scientifica trova delle tracce di sangue all’interno della vettura e in casa di Lorenzo che così viene arrestato. Viola Morra intravede Irene davanti a una farmacia torinese prima del passaggio di un tram: la cognata è viva.
- Ascolti Italia: telespettatori 3.803.000 – share 16,9%

## Episodio 3
Viola racconta ai genitori di aver visto Irene a Torino e ne viene messa al corrente anche il commissario Concetta Leonardi, la quale però continua a sospettare di Lorenzo e non lo rilascia. Intanto il birrificio è in crisi e Costa mira alla presidenza del consorzio. Baldoni e Fausto non trovano la vecchia auto del fratello di Irene vista da Viola davanti alla farmacia e hanno così la prova che la sta usando lei; inoltre la stessa notte della sua scomparsa un bambino a lei caro si è allontanato dalla casa famiglia presso cui lei lavorava. Lorenzo viene così rilasciato.

## Episodio 4
I Morra per necessità decidono di vendere una quota dell’azienda a Mazzei, amministratore delegato di un birrificio concorrente. Nel pc di Irene la polizia trova parecchie foto sue insieme al piccolo Davide e Lorenzo rivela a sua madre che la ragazza desiderava tanto adottare un bambino dato che era sterile. Lorenzo scopre che Irene aveva solo le tube chiuse e che quindi prima aveva potuto concepire:  Davide è suo figlio, nato quando lei anni prima faceva la escort. Vicino alla farmacia dove era stata vista Irene c’è una vecchia villa abbandonata che le piaceva: i Morra pensano che possa essersi rifugiata lì con il bambino ma una volta arrivati sul posto non la trovano. Mauro, ex compagno di cella di Fausto e ora dipendente dell’azienda, deve ancora saldare i debiti della sua vecchia fidanzata Emma e per questo viene minacciato all’insaputa di Fausto. Valerio Costa, avvisato da Milena riguardo all’intenzione dei Morra di vendere delle quote, informa Mazzei dei problemi societari e fa saltare la trattativa pretendendo di sostituire Lorenzo a capo del consorzio: la proposta di Costa passa in consiglio a sorpresa con il voto decisivo di Milena, sua amante. Irene chiama Baldoni dicendogli che il bambino si è spaventato ed è scappato: con i Morra raggiunge l’agriturismo dove era nascosta ma non la trovano e la proprietaria dice che si è diretta verso il ponte sul Po. Qui trovano la macchina delle ragazza presumendo si sia buttata nel fiume.
- Ascolti Italia: telespettatori 3.953.000 – share 17,5%

## Episodio 5
La polizia decide di sospendere le ricerche di Irene non avendo trovato il suo corpo; una telecamera ha ripreso il momento in cui si è buttata nel fiume mentre il piccolo Davide sarebbe stato visto ad Alessandria. I Morra si insospettiscono per l’arrivo di Novak, fornitore ceco portato da Costa; inoltre questo non avrebbe provveduto a eliminare la partita contaminata dopo la fioretta e Irene avrebbe fatto passare la proposta di Novak stranamente fuori tempo massimo. 
Dopo un mese dalla scomparsa di Irene viene celebrata una messa alla quale ha il coraggio di presentarsi anche Luciana, ma Lorenzo la allontana prontamente dalla chiesa. Fausto dalle analisi scopre che la fioretta è stato un sabotaggio per cui qualcuno deve avere versato della birra infetta nei serbatoi. Fausto a una cena con i Costa intuisce di Milena e Valerio e in cantina minaccia l’avversario. Il giorno seguente Valerio se la prende con la ragazza e le tira uno schiaffo; in seguito anche Fausto la rimprovera e le fa capire che la fioretta è stato un sabotaggio. Lorenzo sospetta di Luciana: l’ex amante avrebbe messo in atto il sabotaggio per risentimento dato che era appena stata licenziata e ora è appena stata riassunta da Costa; la Ferraris si difende dicendo che non lavorava più lì in quel periodo, che quando era stata licenziata aveva riconsegnato il proprio badge ad Irene e che in quel momento erano in corso dei lavori all’interno della struttura. Lorenzo viene messo al corrente che a fare la riverniciatura è stato Mauro, ex compagno di cella del padre e ora loro dipendente, e a casa sua trova il badge. Fausto viene messo al corrente di tutto e va a casa di Mauro per chiedere spiegazioni ma Emma, ragazza con problemi di droga e debiti per la quale lui era finita in carcere, lo colpisce con una bottiglia e scappa con la sua auto.

## Episodio 6
Fausto e Mauro si mettono all’inseguimento di Emma nel bosco ma non riescono a fermarla; Mauro incolpa la ragazza del sabotaggio. Nel suo telefono Morra trova dei messaggi scambiati con Irene riguardanti la sua ricompensa per il sabotaggio. Costa pretende la firma di Fausto per la cessione del vecchio mulino di famiglia con l’idea di trasformarlo in un grosso magazzino ma Morra si rifiuta. Milena rivela a Valerio che il padre sospetta di lui per il sabotaggio. I Morra scoprono dove si trova Emma trovandola però morta per una strana overdose in casa di un’amica. Milena, ormai plagiata, autorizza Valerio a procedere con l’abbattimento del mulino di famiglia mandando su tutte le furie il padre. Il figlio di Valerio è in terapia intensiva per una strana intossicazione allergica; Milena e Valerio sospettano di un diserbante ora fuorilegge, il fuscat, che i Morra usavano anni prima e che era in uso anche in Repubblica Ceca. Gloria intanto si accorge di avere grossi vuoti di memoria e addirittura un giorno dimentica il figlio Martino in città vicino al commissariato. Milena viene quasi strozzata da Valerio quando gli comunica che la causa dell’intossicazione del figlio potrebbero essere stati i campi della Repubblica Ceca dove Costa era stato per trattare con Novak. Milena torna a casa in bici con l’intenzione di mettere al corrente il padre ma viene investita da un’auto pirata. 
- Ascolti Italia: telespettatori 3.694.000 – share 15,7%

## Episodio 7
Fausto, trovando le chiamate e i messaggi di Milena, insieme alla moglie e a Lorenzo inizia a cercare la figlia e la trova ferita lungo la strada. Operata d'urgenza in ospedale, il dottore fa notare ai Morra che la ragazza ha dei segni sul collo che si pensa siano stati causati da Valerio che l'avrebbe investita. Davide viene visto in un bar di Vipiteno da un poliziotto e una bambina di un campo rom racconta a Lorenzo di averlo visto in compagnia di un uomo. Intanto Viola scopre che il professor Riccardi è stato rilasciato per buona condotta ed è convinta che la stia seguendo. L'ispettore Polito fa notare a Fausto che un frammento della carrozzeria di una vettura dello stesso colore della sua auto aziendale è stato trovato sulla bici di Milena e così Morra accusa Costa. In ospedale Fausto viene a sapere da una collega di Milena che aveva scoperto la questione del fuscat e quindi deduce che la Novak stia vendendo alla sua azienda non roba biologica bensì piena di diserbanti. Morra e Baldoni vanno quindi a Praga con l'intento di smascherare Novak: all'inizio non trovano niente ma successivamente una signora, il cui figlio ha un tumore, fa notare loro come un aeroplano spari diserbante a pioggia sui campi.

## Episodio 8
Rientrati in Italia, i Morra ed Ernesto effettuano le analisi sull'orzo di Novak che risulta però essere biologico. Nel frattempo le condizioni di Gloria si aggravano e la donna decide, finalmente, di consultare un neurologo che sembra confermare i suoi terribili sospetti. Fausto tenta di riportare dalla sua parte Milena che si comporta inizialmente in modo freddo con Valerio. Lorenzo, grazie a un'amica di Irene, risale all'identità del vero padre di Davide ovvero l'avvocato Velardi che il Morra incontra senza ricevere però informazioni utili. Fausto trova l'auto aziendale da un carrozziere e attacca direttamente Valerio che, difeso dalla moglie, racconta di aver passato quella notte in ospedale e di aver ritrovato la vettura rubata a casa sua in uno spiazzo. Qui Fausto trova un suo amico che racconta di essere lì da giorni a fare riprese con un drone per mappare un campo; porta quindi le registrazioni di quella notte all'ispettore Polito scoprendo che a investire Milena è stato a sorpresa il suo amico Mauro. Nel finale si vede Morra in una pozza di sangue a fianco del corpo proprio del suo vecchio compagno di cella.
- Ascolti Italia: telespettatori 4.162.000 – share 18,3%

## Episodio 9
Morra viene arrestato dalla polizia dopo essere stato trovato a fianco al corpo di Mauro e viene interrogato. Prima di arrivare a casa sua Fausto, di ritorno dal commissariato, aveva scoperto in azienda dalla segretaria che era stato Mauro a passare la proposta di Novak a Irene; intuisce quindi che successivamente, accedendo ai locali aziendali col cartellino di Luciana recuperato in un cestino, aveva sabotato la produzione favorendo la formazione della fioretta, aveva inscenato il litigio con Emma per poi ammazzarla iniettandole una dose fatale poiché diventata una testimone scomoda e aveva investito Milena con l'auto aziendale dopo averla sentita litigare con Costa riguardo alla vicenda del fuscat. Una volta arrivato a casa dell'ex carcerato, Fausto ha sfondato la porta e lo ha trovato in una pozza di sangue. Seppur non credendo alla sua innocenza, il commissario Leonardi si vede costretta a rilasciarlo dato che i rilievi della scientifica lo scagionano: Mauro è stato ucciso intorno alle 16.30 mentre Fausto è arrivato sul posto alle 17.30. Intanto Gloria viene trovata da Milena in stato confusionale, in un campo vicino a casa. Lorenzo, che è scomparso e che è stato l'ultimo ad aver chiamato Mauro, viene sospettato e viene interrogato dopo essere ricomparso negando il proprio coinvolgimento. Viola al commissario Leonardi racconta di essere stata a casa di Mauro intorno alle 16, quindi poco prima che venisse ucciso, e di aver reagito male alle sue insistenze per via del trauma che ancora la affligge per colpa del professore Riccardi. Fausto però nella macchina di Milena trova un panno sporco di sangue e, parlando con suo figlio Martino, capisce che nelle ore dell'omicidio non era con Gloria. Fausto, dopo essersi confidato con Baldoni, affronta la figlia.

## Episodio 10
Milena racconta al padre che quel pomeriggio alle 15.30 era all'ospedale per una visita di controllo e che al ritorno verso casa aveva trovato la madre sporca di sangue in un campo lungo la strada. Arrivate a casa e messe al corrente della morte di Mauro, Milena e Viola ha pensato che il sangue sui vestiti possa essere stato di Mauro e che Gloria lo possa aver ucciso pensando erroneamente che avesse fatto del male alla figlia dato che oltre tutto era uscita di casa dopo le 16. Dato che Gloria per via dell'Alzheimer non ricorda nulla, i Morra non capiscono se possa aver ucciso Mauro e nel dubbio decidono di coprirla eliminando le tracce. Leonardi e Polito da una cella telefonica scoprono che Gloria dalle 15 non si era più mossa da Cascina Morra e provano a interrogarla a casa ma la donna dice al marito che non se la sente di uscire da camera sua. Intanto Milena, su input del padre, affronta Valerio e lo lascia rinfacciandogli le sue violenze persino sulla moglie Giulia. Veronica, su richiesta di Baldoni, decide di "suggerire" a Gloria che intorno alle 16.30 erano insieme a Cascina Morra per parlare di un catering. La Morra racconta questa versione al commissario Leonardi ma vedendo le foto dell'omicidio ha qualche sospetto sul proprio coinvolgimento. Viola non trova più il memo che sua madre usa per registrare quello che fa ogni giorno e Baldoni lo trova a casa di Mauro. Il giorno seguente Polito nota che i sigilli a casa di Mauro sono stati manomessi e che quindi qualcuno è entrato da poco. Gloria, accidentalmente, si taglia mentre è in casa e vedendo il proprio sangue inizia a ricordare.
- Ascolti Italia: telespettatori 3.821.000 - share 16,1%

## Episodio 11
Gloria racconta a Fausto di aver ricordato di essere stata davanti al corpo di Mauro; le viene diagnosticato un idrocefalo normoteso, non l'Alzheimer, per il quale potrà essere operata. Il commissario Leonardi dalla telecamere della banca di fronte al ristorante di Veronica scopre che la ragazza era lì e non con Gloria: la Nardi confessa di aver mentito e Gloria racconta ai poliziotti di essere malata. Morra racconta alla Leonardi che sta facendo delle indagini personali. Il piccolo Martino Morra racconta al commissario di aver passato il pomeriggio con la madre prima che uscisse e le mostra un loro selfie. Fausto prende tempo e pretende un mandato quando la Leonardi chiede di analizzare i vestiti che Gloria indossava quel giorno anche perché sono stati bruciati. Lorenzo intanto ha rifatto le analisi sugli alfa acidi notando che sono diversi da quelli fatti dagli uomini di Baldoni; Fausto insiste nel trovare una presunta talpa all'interno del laboratorio e attacca a vuoto De Rossi. Milena rifiuta l'anello che Valerio le dà e lo allontana dicendo che non lo ama più. La mattina seguente la polizia arresta Gloria. De Rossi incontra Fausto e gli dice che secondo lui è stato Baldoni ad aver falsificato le analisi. In un campo vicino alla cascina Claudio, dipendente dei Morra, svuota la pompa del pozzo trovando una cassa, la presunta arma del delitto. Tornato a casa, Fausto controlla il memo di Gloria e capisce che Baldoni ha cancellato dei messaggi. Nel backup sul pc di Viola però vengono trovati i messaggi mancanti: Gloria aveva registrato il momento in cui aveva trovato il corpo di Mauro e si sente proprio Baldoni che cerca di tranquillizzarla. Fausto trova finalmente Baldoni che gli racconta la verità o forse solo una parte: dopo la morte di Irene si è venduto a Mauro ma poi ha cambiato idea per la sua coscienza e lo ha ucciso poco prima che arrivasse Gloria in stato confusionale.

## Episodio 12
Gloria viene rilasciata e Novak sta per essere arrestato in patria. Fausto però non è convinto e insieme a Veronica ricompone dei fogli che Baldoni aveva tritato il giorno prima e capisce così che aveva segnato due medicinali per il figlio di Irene. Ernesto però non risponde alle insistenti domande della ex compagna durante la visita in carcere. Milena affronta Giulia Costa: le confessa di essere stata amante di Valerio e le consiglia di denunciarlo per le violenze subite. Viola invece affronta Riccardi, il suo ex professore, dicendogli che non ha più paura di lui. Valerio svende le sue quote e non sarà più né presidente né membro del consorzio, immaginando che il marchio crollerà a causa dello scandalo della Novak; Fausto riprende in mano la situazione e sprona i suoi uomini a ricominciare. Veronica scopre che Ernesto ha pagato una scuola a Praga per Davide. Fausto e Lorenzo si recano sul posto e seguendo il ragazzino da fuori scuola fino a casa scoprono che Irene è ancora viva: non c'entra niente con la truffa, ma è solamente scappata per cambiare vita insieme al figlio con l'aiuto di Baldoni e Mauro. La mattina seguente la Leonardi al telefono con Morra racconta di aver scoperto che Novak era solo un prestanome e nello stesso momento Fausto vede Angelo Surdi, presunto camionista della Novak e in realtà vero capo della truffa alimentare nonché cugino di Mauro, avvisato da una vicina di casa, prelevare Lorenzo, Irene e Davide. Fausto li segue e dentro un granaio ha la peggio contro il delinquente che viene però sopraffatto da un colpo sparato da Lorenzo il quale poi, su consiglio del padre, scappa con Irene e il bambino per evitare ripercussioni e per farsi una nuova vita. Tornato in Italia, Fausto fa visita a Baldoni che racconta di essere stato costretto a vendersi a Mauro il quale altrimenti avrebbe ucciso Irene e Davide. Fausto confessa alla moglie di avere un tumore al pancreas all'ultimo stadio, causato anch'esso dai diserbanti usati nei campi e diagnosticatogli prima di uscire dal carcere.
Un anno dopo. I Morra, rimasti senza Fausto, sono in Moldavia per far visita a Lorenzo, ma non si sono accorti di essere stati seguiti da Polito e la Leonardi: i due poliziotti decidono però di lasciar perdere e di tornare in Italia.
- Ascolti Italia: telespettatori 3.950.000 - share 17,3%